# Ukrajinská menšina na Slovensku
Ukrajinská národnostní menšina na Slovensku (slovensky Ukrajinská národnostná menšina) je označení obyvatel Slovenska, kteří se hlásí k ukrajinské národnosti. Podle výsledků slovenského sčítání lidu žilo v roce 2011 na Slovensku 7 430 osob deklarujících ukrajinskou národnost (0,1 % celkové populace).
Podle sčítání lidu v roce 1991 se k ukrajinské národnosti na Slovensku hlásilo 13 281 osob (0,3 % celkové populace). V následujícím sčítání lidu v roce 2001 to bylo 10 814 osob (0,2 % celkové populace).